# Alexander Schneider-Kewenig
Alexander Schneider-Kewenig (geboren 28. Mai 1881 in Merzig; gestorben 11. Februar 1963 in Köln) war ein deutscher Verwaltungsbeamter.

## Leben
Alexander Schneider war ein Sohn des Landgerichtsdirektors Eugen Schneider (1851–1921) und der Ida Kewenig (1859–1892). Er heiratete 1911 Johanna Morkramer (1887–1982) aus Köln, sie hatten drei Kinder. Schneider nannte sich ab 1934 Schneider-Kewenig. Er besuchte das Gymnasium in Trier und studierte ab 1901 Jura in Bonn, Straßburg, München und Berlin. 1904 folgte das Referendariat in Hermeskeil, Trier und Köln, 1905 die Promotion an der Universität Leipzig. 1909 wurde er Gerichtsassessor in Koblenz und 1913 Staatsanwalt in Köln. Schneider war Soldat im Ersten Weltkrieg von 1914 bis 1918 und wurde als Hauptmann entlassen.
1920 kam er in die preußische Verwaltung als zweites Mitglied des Bezirksausschusses in Köln. 1921 war er Regierungsrat beim Staatssekretär für die von den Alliierten besetzten rheinischen Gebiete im Reichsinnenministerium. 1923 wurde er stellvertretender Regierungspräsident im Regierungsbezirk Köln. 1924/25 verließ er Köln, wurde Regierungsvizepräsident im Regierungsbezirk Hildesheim, ab 1926 Ministerialdirektor im Preußischen Ministerium für Volkswohlfahrt in Berlin, zuständig für Jugendwohlfahrt und allgemeine Fürsorge. 1931 wurde er preußischer Staatskommissar für die Wohlfahrtspflege.
Schneider vertrat den Minister im Reichsgesundheitsrat. Ehrenamtlich war er von 1930 bis 1933 erster Vorsitzender des Caritasverbandes Berlin. 1929 war er Mitgründer des Verbandes katholischer deutscher Sozialbeamter und wurde dessen Vorsitzender. Nach dem Preußenschlag 1932 wurde Schneider aus politischen Gründen in den einstweiligen Ruhestand versetzt. Nach der Machtergreifung der Nationalsozialisten, die mit der Zustimmung der Zentrumspartei zum Ermächtigungsgesetz vom 24. März 1933 vollzogen wurde, kam er in den Ruhestand. Seine ehrenamtlichen Funktionen in der Sozialarbeit musste er unter dem politischen Druck niederlegen. Schneider-Kewenig war von 1934 bis 1937 Mitinhaber einer Grundstücks- und Hypothekenvermittlung und danach Verwalter auf einem landwirtschaftlichen Gut in Deutsch Krone an der Grenze zu Polen. Nach Kriegsende lebte er wieder in Köln.

## Anklage vor dem Britischen Kriegsgericht 1924
Am 24. Juni 1924 wurde „Dr. Schneider“, damals stellvertretender Regierungspräsident von Köln, vom Britischen Kriegsgericht angeklagt, er habe Separatisten unterstützt und damit die öffentliche Ordnung im von britischen Truppen besetzten Gebiet gefährdet. Das Verfahren wurde international beobachtet. So berichtete die Londoner Times ausführlich von den Zeugenvernehmungen am 8. Juli. Die Zeugen der Anklage gaben an, mit Schneider zusammengearbeitet zu haben, etwa um Geld für Flugblätter aufzutreiben oder den Umlauf von gefälschten Banknoten (Régie francs) zu vertuschen. Schneider hatte prominente Anwälte engagiert: Bartholomés aus Genf, Bolte aus Essen. Sein Schluss-Statement umfasste fast zwei Seiten in der Ausgabe der Kölnischen Zeitung vom 11. Juli 1924. Auch die in Köln für die Britischen Besatzer erscheinende Cologne Post berichtete ausführlich. Am 10. Juli 1924 folgte nach mehreren Prozesstagen der Freispruch.

## Schriften (Auswahl)
- Schatz oder Fund? : Ein Beitrag zur Lehre von der rechtlichen Behandlung historischer Funde. Borna-Leipzig : R. Noske, 1905 Leipzig, Jur. Fak., Diss. v. 10. Nov. 1905.
- Autor bei Julia Dünner (Hrsg.): Handwörterbuch der Wohlfahrtspflege. 2. Auflage, Berlin: Heymann, 1929.